# 扁序重寄生
扁序重寄生（学名：Phacellaria compressa）为檀香科重寄生属下的一个种。